# Zálesíite
La zálesíite è un minerale della serie della mixite. Per un certo periodo di tempo, prima dell'approvazione del termine zálesíite da parte dell'IMA, è stato utilizzato il nome agardite-Ca per indicare un membro della serie dell'agardite ricco di calcio (con una quantità di calcio superiore alla somma delle terre rare.

## Etimologia
Il nome deriva dalla località tipo, la miniera di uranio di Zálesí in Moravia, Repubblica Ceca.

## Origine e giacitura
La zálesíite deriva dall'ossidazione della calcopirite.

## Forma in cui si presenta in natura
La zálesíite si presenta in cristalli aciculari, fibrosi o masserelle polverose.